# 100728 Kamenice n Lipou
100728 Kamenice n Lipou este o planetă minoră (asteroid) din centura de asteroizi. A fost descoperită pe 2 februarie 1998 la Observatorul Kleť de Miloš Tichý⁠(d) și a fost numită după Kamenice nad Lipou⁠(d). 
Obiectul prezintă o orbită caracterizată de o semiaxă mare de 2,7672448298728 UAi, o excentricitate de 0,03078015749313, o înclinație de 5,5628596163152 ° în raport cu ecliptica.